# SHIVAKI
SHIVAKIは、オーディオビデオ機器、気候システム、家電製品を販売するロシアのブランドである。

## 概要
1987年、ソビエト連邦で開かれた貿易市場のSHIVAKIの商標は香港で登録された。このブランドは日本のブランドであると称している。1990年代初頭に、ブランドのビデオ受信機、テレビ、カーラジオが市場に登場し、ロシア国内で人気となった。
1994年、このブランドはドイツのAGIV社に売却された。1999年、ロシアのZAO Radioimportとのパートナーシップにより、ロシアのShivakiブランドでテレビと冷蔵庫の生産が確立された。現在、Shivaki商標の製品は、カリーニングラード地域のLLC TechnopromおよびLLC Aistronの工場と、中国のTCL Air Conditionerおよび合肥華陵有限公司の工場で組み立てられている。
2012年、Zelenodolskで、OJSC「POZiS」（ロステック）の工場の敷地で、Shivakiブランドの冷蔵庫の組み立てが開始され、ZAO Radioimport Andrei Kolesnikovの共同設立者がコンベヤーのオープニングに参加した。
Shivaki（Japan）Industries Ltdという同じ名前の2つの会社が香港とドバイで登録されている。商標は、物流会社とAistron組立工場を所有するロシアの実業家Andrei Kolesnikovに属している。